# Harrods
Harrods, grundlagt 1834, er et berømt stormagasin i Knightsbridge i den vestlige del af det centrale London.
Stormagasinet blev grundlagt af Charles Henry Harrod i 1834 og har siden 1849 ligget i Knightsbridge. Oprindeligt var butikken blot en grøntsagsforretning. I dag råder den over et salgsareal på 92.000 m² og har 5.000 ansatte. Det er Londons – og angiveligt også Europas – største stormagasin.
Huset har siden 1974 været mål for tre bomber, som IRA stod bag. Sidste gang – 17. december 1983 – kostede angrebet 6 mennesker livet.
Harrods blev i 1985 købt af forretningsmanden Mohamed Al-Fayed, hvis søn Dodi Al-Fayed var kæreste med prinsesse Diana.
Stormagasinet er rigt udsmykket, og den britiske designer Kevin McCloud har bl.a. designet en del loftsudsmykningen i madafdelingen.

## Dresscode
I 1989 indførte Harrods en dresscode for deres kunder. Kunder der ikke følger denne dresscode får nægtet adgang til butikken. Blandt de ting, som ikke er tilladt er uniformer, cykelshorts, korte shorts, badetøj, klipklapper, bare fødder, korte bluser der efterlader et stykke af maven bar samt meget beskidt eller slidt tøj. Blandt de personer, som er blevet afvist er popsangeren Kylie Minogue, Jason Donovan, Luke Goss, en spejdertrop, en kvinde med hanekam, og hele førsteholdet på FC Shakhtar Donetsk der var iført træningstøj.